# José Ortiz (Leichtathlet, 2000)
José Eduardo Ortiz (* 8. März 2000 in Guatemala-Stadt) ist ein guatemaltekischer Geher.

## Leben
José Ortiz, der in seiner Jugend auch Fußball spielte, begann im Alter von zehn Jahren mit der Leichtathletik. Er ist der Neffe der guatemaltekischen Olympionikin Mirna Ortiz, wird von seinem Onkel, Mynor Ortiz, trainiert und lebt in der Hauptstadt des zentralamerikanischen Staates, Guatemala-Stadt. Zu seinen sportlichen Vorbildern zählt er neben seiner Tante auch den Olympiazweiten von 2012, Erick Barrondo.

## Sportliche Laufbahn
José Ortiz sammelte 2016 erste internationale Erfahrung in Wettkämpfen im Gehen, nachdem er in Costa Rica an den U18-Zentralamerikameisterschaften an den Start ging. Im Wettkampf über 10.000 Meter beleget er dabei den fünften Platz. 2017 gewann er mit Bestzeit von 40:58 min über 10 km die Silbermedaille beim Panamerikanischen Geher-Cup in Lima. Im Juli trat er in Nairobi bei den U18-Weltmeisterschaften an und erreichte als Fünfter das Ziel. 2018 siegte Ortiz im März bei den Zentralamerikanischen Meisterschaften im Gehen. Anfang Mai gewann er, zusammen mit seinen Teamkollegen, die Bronzemedaille bei den Geher-Teamweltmeisterschaften im chinesischen Taicang. Im Juni gewann er bei den U20-Meisterschaften Zentralamerikas und der Karibik eine weitere Goldmedaille, bevor er einen Monat später bei den U20-Weltmeisterschaften in Tampere an den Start ging. Mit Bestzeit von 40:45,26 min konnte er die Bronzemedaille gewinnen. 2019 gewann Ortiz die Silbermedaille bei den heimischen Meisterschaften. Im Juli trat er bei den U20-Panamerikameisterschaften an und verpasste als Vierter knapp die Medaillenränge.
2020 siegte Ortiz auf der 20-km-Distanz erstmals bei den heimischen Meisterschaften. Ende Dezember gewann er die Goldmedaille bei den Zentralamerikameisterschaften. 2021 konnte er seinen nationalen Meistertitel verteidigen. Im März lief er in Ungarn eine neue Bestzeit von 1:20:43 h über 20 km und ist damit für die Olympischen Sommerspiele in Tokio qualifiziert. Dort ging er Anfang August an den Start und beendete den seinen ersten Wettkampf gegen eine globale Konkurrenz auf dem 40. Platz. 2022 nahm Ortiz zum ersten Mal an den Weltmeisterschaften teil und landete bei seinem WM-Debüt auf dem 21. Platz. 2023 trat er in Budapest erneut bei den Weltmeisterschaften an. Über 20 km kam er allerdings nicht über Platz 42 hinaus.

## Wichtige Wettbewerbe
| Jahr                  | Veranstaltung                                  | Ort                   | Platz                 | Disziplin             | Zeit                  |
| Startet für Guatemala | Startet für Guatemala                          | Startet für Guatemala | Startet für Guatemala | Startet für Guatemala | Startet für Guatemala |
| --------------------- | ---------------------------------------------- | --------------------- | --------------------- | --------------------- | --------------------- |
| 2016                  | U18-Zentralamerikameisterschaften              | San José              | 5.                    | 10.000 m Gehen        | 49:39,28 min          |
| 2017                  | U18-Weltmeisterschaften                        | Nairobi               | 5.                    | 10.000 m Gehen        | 42:07,47 min          |
| 2018                  | U20-Zentralamerika- und Karibikmeisterschaften | San Salvador          | 1.                    | 10.000 m Gehen        | 42:51,82 min          |
| 2018                  | U20-Weltmeisterschaften                        | Tampere               | 3.                    | 10.000 m Gehen        | 40:45,26 min          |
| 2019                  | U20-Panamerikameisterschaften                  | San José              | 4.                    | 10.000 m Gehen        | 43:46,14 min          |
| 2020                  | Zentralamerikameisterschaften                  | San José              | 1.                    | 10.000 m Gehen        | 43:00,82 min          |
| 2021                  | Olympische Spiele                              | Tokio                 | 40.                   | 20 km Gehen           | 1:28:57 h             |
| 2022                  | Weltmeisterschaften                            | Eugene                | 21.                   | 20 km Gehen           | 1:23:48 h             |
| 2023                  | Weltmeisterschaften                            | Budapest              | 42.                   | 20 km Gehen           | 1:26:29 h             |

## Persönliche Bestleistungen
- 10-000-m-Bahngehen: 40:31,67 min, 20. Mai 2021, Guatemala-Stadt
- 10-km-Gehen: 40:17 min, 5. Mai 2018, Taicang
- 20-km-Gehen: 1:20:43 h, 20. März 2021, Dudince